# Angerville-Bailleul
Angerville-Bailleul is een gemeente in het Franse departement Seine-Maritime (regio Normandië) en telt 190 inwoners (2004). De plaats maakt deel uit van het arrondissement Le Havre.

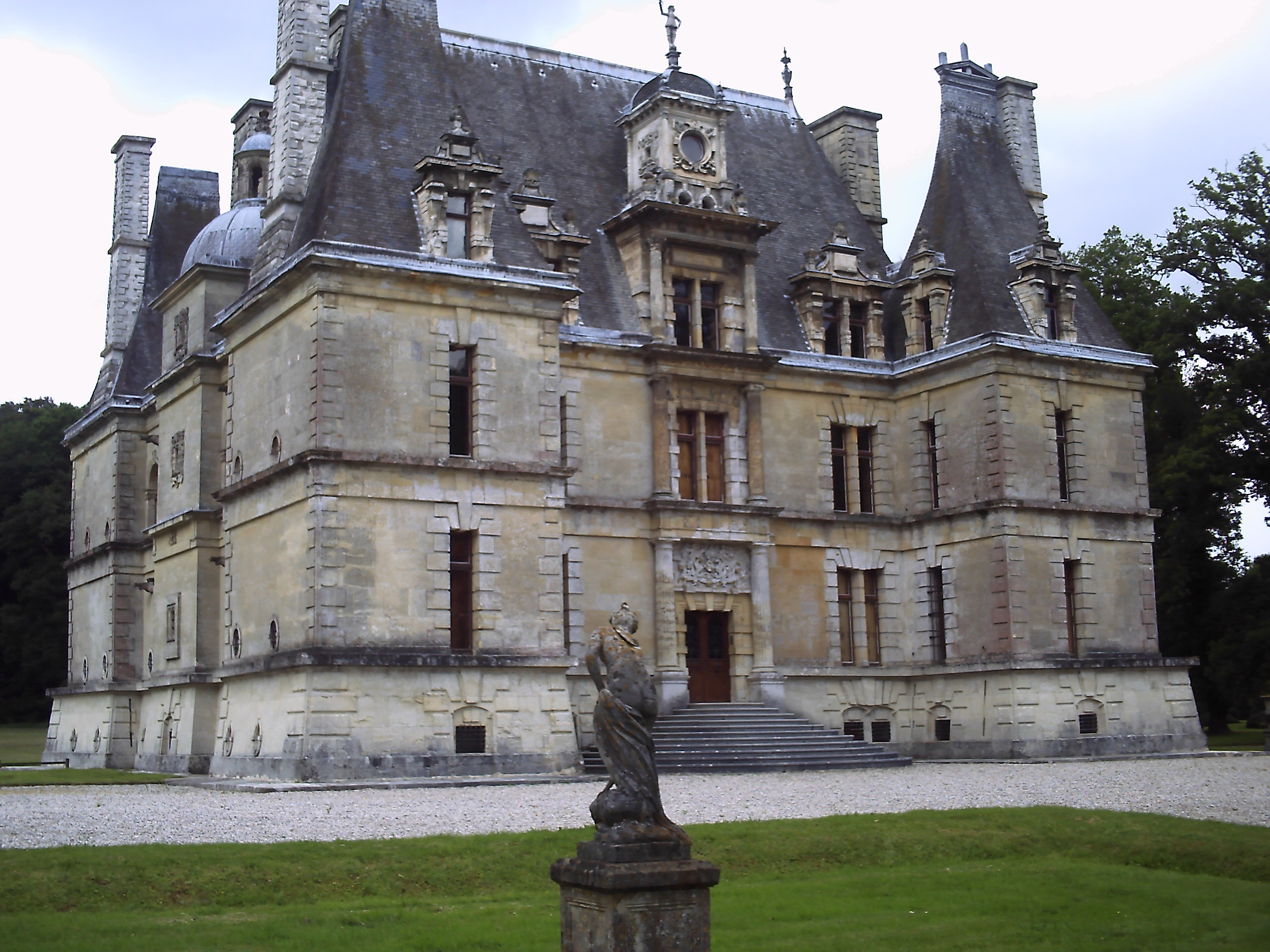

## Geografie
De oppervlakte van Angerville-Bailleul bedraagt 4,6 km², de bevolkingsdichtheid is 41,3 inwoners per km².
De onderstaande kaart toont de ligging van Angerville-Bailleul met de belangrijkste infrastructuur en aangrenzende gemeenten.

## Demografie
Onderstaande figuur toont het verloop van het inwonertal (bron: INSEE-tellingen).